# Godziszka
Godziszka is een plaats in het Poolse district  Bielski (Silezië), woiwodschap Silezië. De plaats maakt deel uit van de gemeente Buczkowice en telt 2222 inwoners.